# 三上枝織
三上枝織（日语：／ Mikami Shiori，1989年1月6日—），日本女性配音員。隸屬於青二製作。出身於青森縣，畢業於專門學校東京廣播學院。

## 簡歷
2007年高中畢業後到東京居住，2009年畢業於東京廣播學院放送聲優科（相當於五專二技），並在第二回聲優獎新人發掘甄選會上同時獲得七家聲優經紀公司的缺額，最後選擇進入青二製作。
2012年獲得第六回聲優獎新人女優獎，同年10月24日與同事務所的聲優後輩津田美波一起為演出的電影「《手機男友/手機女友》推出EP。
生日為1989年1月6日，是日本尚未改為平成年號的「昭和年代末段班」。
成為聲優的契機是在祖母家看過《機械女神J》。
位在青森的老家是開設修車廠，父親是日本東北地方有名的職業拉力賽車手，其子女也跟隨父親腳步進入賽車界，可謂賽車手家族。
曾在直播廣播節目「A&G NEXT GENERATION Lady Go!!」2012年1月2日播出回裡，在尚未營業的燒烤店內，展現出一個人邊燒肉邊介紹聽眾來信的樣子。

## 演出作品

### 電視動畫
※粗體字為主要角色。
2008年
- 守護甜心！（女學生）
- SKIP BEAT！華麗的挑戰（女演員、女性、學生、小學生、和美）

2009年
- 怪談餐廳（女子）
- 肯普法（西乃增美、女學生A）
- 天才麻將少女（門松葉子）
- 守護甜心！！心跳（小孩、女子）
- 戰場女武神（ステラ的朋友）
- DARKER THAN BLACK -流星之雙子-（女子）

2010年
- 怪談餐廳（岡村春奈、長山）
- Net Miracle Shopping（ゼリーちゃん）

2011年
- Sacred Seven（女僕隊：枝織）
- 肯普法 für die Liebe（西乃增美）
- 輕鬆百合（赤座燈里）
- 白兔玩偶（電車上的媽媽）
- さきいか君（貝柱ちゃん）
- 迷糊軟網社（店員）
- 數碼寶貝大匯戰 ～邪惡的死亡指揮官與七個王國（巧克力獸）
- ONE PIECE (動畫)（女性客人、艾莉、小孩、女子、雲雀）

2012年
- 光明之心 ～幸福的麵包～（愛雅莉）
- 妖狐×僕SS（女子、女子1）
- 殭屍哪有那麼萌？（同學A、志野方恋）
- 冰菓（神田、佐山、小孩、氣象大姐姐、森〈漫研部員〉、飯塚〈漫研部員〉、女學生、中村、女性）
- 刀劍神域（美奈）
- 襲來！美少女邪神（加塔妲）
- IXION SAGA DT（艾卡爾拉特公主）
- 天才黃金腦～神之謎（店員）
- BTOOOM!（美穗）
- 輕鬆百合♪♪（赤座燈里）

2013年
- 我女友與青梅竹馬的慘烈修羅場（田中好惠）
- 進擊的巨人（克里斯塔·連茲〈希斯特莉亞·雷斯〉）
- 玉子市場（木更木夕子）
- 問題兒童都來自異世界？（莉莉）
- ONE PIECE（艾莉、小孩）
- 魔界王子 devils and realist（拉米亞）

2014年
- pupa（有田雄平〈幼少期〉）
- WIZARD BARRISTERS～弁魔士賽希爾（楓）
- 狐仙的戀愛入門（大宮能賣神）
- 桃心之劍（林檎）
- 甘城輝煌樂園救世主（珂玻莉, 安潔）
- 境界觸發者（綾辻遙、春川青葉）
- （森園芽以）

2015年
- 摸索吧！部活劇 Spinoff 和噗嚕噗嚕夏露姆遊玩吧（有栖川凜）
- 輕鬆百合 夏日時光！+（赤座燈里）
- 進擊！巨人中學校（克里斯塔·連茲）
- 輕鬆百合 3☆High！（赤座燈里）

2016年
- 至高指令（紅鈴）
- 飛翔的魔女（石渡那央）

2017年
- 清戀（上崎真詩）
- 鎖鏈戰記 ～赫克瑟塔斯之光～（毛茸茸）
- 動物朋友（白臉角鴞[3]）
- 進擊的巨人 Season 2（克里斯塔·連茲）

2018年
- 付喪神出租中（早苗）
- 進擊的巨人 Season 3（克里斯塔·連茲／希絲特利亞·雷斯）

2019年
- 魔法少女特殊戰明日香（志摩）
- 動物朋友2（白臉角鴞）
- 喜歡本大爺的竟然就妳一個？（羽立檜菜[4]）
- 蠟筆小新（女孩子）

2020年
- 小碧藍幻想！（梅莉莎貝爾）

2021年
- 進擊的巨人 The Final Season Part 1（希絲特利亞·雷斯）
- 蠟筆小新（せつ子）
- Fairy蘭丸（女王）
- 真白之音（田沼舞）
- 魔卡派對（黏蝸牛）
- 180秒能讓你的耳朵感到幸福嗎？（澤家月光）
- 境界觸發者 3rd season（春川青葉）

2022年
- 明日同學的水手服（峠口鮎美）
- 進擊的巨人 The Final Season Part 2（希絲特利亞·雷斯）
- 異世界迷宮裡的後宮生活（羅克珊[5]）
- 5億年按鈕【官方】～菅原壯太的超短篇～（うんこちゃん、猫）

2023年
- 總之就是很可愛（百鬼櫻花[6]）
- 進擊的巨人 The Final Season 完結篇（後篇）（希絲特利亞·雷斯）

2024年
- 老夫老妻重返青春（未乃[7]）
- 戰隊大失格（薄久保天使[8]）
- 多數欠（神臣[9]）

2025年
- 戰隊大失格 2nd season（薄久保天使[10]）

時期未定
- 魔法少女育成計畫restart（梅爾維兒[11]）

### 遊戲
2009年
- 伊蘇7（艾夏）
- リルぷりっ ゆびぷるひめチェン!（笹原名月）
- 世界傳奇 光明神話2（主角聲音）

2010年
- 戰場女武神2 加利亞王立士官學校（可琳·塞希烏斯、亞迪）
- 伊蘇vs.空之軌跡 Alternative Saga（艾夏）
- 魔塔大陸3 終結世界的少女詩歌（藍紗）
- 噬神者 神機解放（玩家聲音）

2011年
- 世界傳奇 光明神話3（主角聲音）

2012年
- 光明之刃（艾雅莉）
- 解放之刃 EXIV（ヒルダ）
- 黑豹2 人中之龍 阿修羅篇（美姬）
- スタプラ!（叶ゆりあ）
- Magical Battle Festa（星咲いおん）
- 桃色大戰（シラユキ、渡邊もも）
- 三國志12

2013年
- 女友伴身邊（森園芽以）
- 真·三國無雙7（关银屏）
- 真·三國無雙7 猛將傳（关银屏）
- 伊克西翁傳說（女主角A）
- 噬神者2（玩家聲音）
- 光明之舟（鋼刃丸、アリーゼ）
- 惡魔一族（レッドフード）
- Dragon Tactics ∞（ネフラ）
- Dragon Tactics regalia（ルナ）
- 襲來！美少女邪神 難以名狀的遊戲物體（加塔妲）

2014年
- 海賊幻想（電擊龍可洛娜）
- CV ～CASTING VOICE～（壹式琴音）
- 魔裝詠唱戰鬥之星
- 魔法少女大戰 ZANBATSU（白鳥音緒[12]）
- 真·三國無雙7 帝王傳（关银屏）

2015年
- 英雄傳說 空之軌跡 FC Evolution（波莉[13]）
- 車娘收藏（FIAT 500[14]）
- 真·三國無雙 英傑傳（关银屏）

2016年
- Lilycle Rainbow Stage!!!（若宮陽奈）

2017年
- DMM 生死格鬥：沙灘排球維納斯假期 (DEAD OR ALIVE Xtreme: Venus Vacation)（露娜 ルナ）

2018年
- 真·三國無雙8（关银屏）
- 無雙OROCHI 蛇魔3（关银屏）

2019年
- 鬼哭之邦（日语：鬼ノ哭ク邦）（林奈）
- 無雙OROCHI 蛇魔3 Ultimate（关银屏）
- 萊莎的鍊金工房～常闇女王與秘密藏身處～（吉洛·夏伊娜斯）
- 生死格鬥 沙灘排球 維納斯假期（露娜）
- 寶可夢大師（阿塞蘿拉）

2021年
- 超級機器人大戰DD（哈札）
- 蔚藍檔案 Blue Archive（小塗真紀）

2022年
- 三角戰略（梅迪娜・艾利姆）
- 碧藍航線（埃爾賓）
- 狂飆騎士（田所カオリ）
- 勇者鬥惡龍X 覺醒的五種族OFFLINE（主角的姊妹）

2023年
- 萊莎的鍊金工房3 ～終結之煉金術士與秘密鑰匙～（吉洛・夏伊娜斯）
- Reversal Othellonia（ツクヨミ）

### 廣播劇CD
- 我家的女僕小姐  廣播劇CD（君嶋莎羅）

### 廣播
- 三上枝織的mikassho!（超!A&G+，2015年10月5日）

## 外部連結
- （日語） 事務所公開簡歷（页面存档备份，存于）
- （日語）
- （日語）（舊Blog）
- 三上枝織的X（前Twitter）